# AMPV
AMPV (Armored Multi-Purpose Vehicle) は、アメリカ合衆国で開発されたM113装甲兵員輸送車とその派生型の後継となる装甲戦闘車両である。

## 概要
AMPVはアメリカ陸軍向けにBAEシステムズが開発した装軌式の装甲車であり、M113とその派生型を置き換える事を目的としている。5種類の型式があり、アメリカ陸軍はそれぞれの型式でM113A3を置き換える為、2013年の時点で2,907両のAMPVを調達する計画であるとしている。
第1号車（指揮車両型）は、2020年8月31日にアメリカ陸軍に納入された。AMPVは最初のバッチがテストの為2022年1月に第3歩兵師団第2旅団に納入され、同年6月に第3歩兵師団第69機甲連隊に最初のAMPVが配備された。さらに、2023年3月13日に第3歩兵旅団第1機甲旅団にAMPVが配備され、同年の9月アメリカ陸軍から今後20年間で3,000両のAMPVを調達する計画が発表された。

## 設計

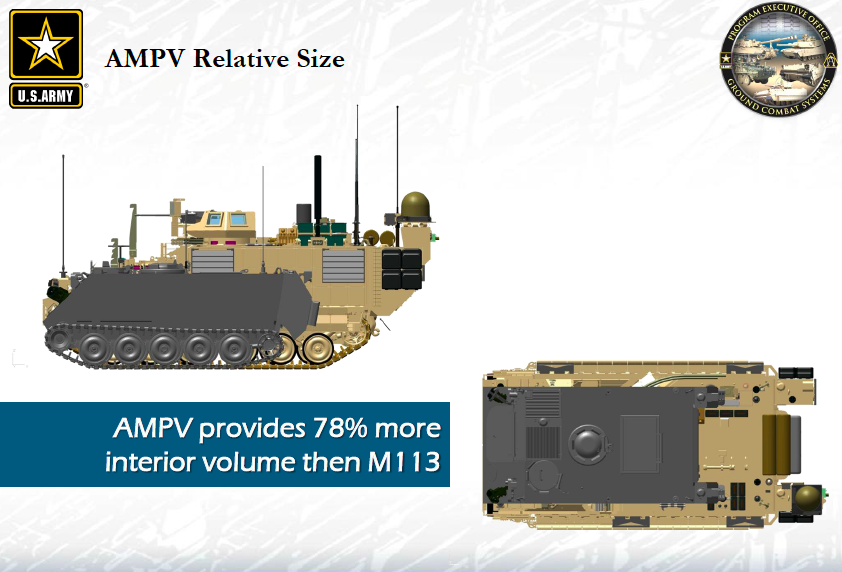
M113との比較

AMPVは砲塔の無いM2A3ブラッドレーに基づいており、M113A3よりも大幅(約78%)に車内容積が増加している。
本車はM113装甲兵員輸送車よりも大幅に防御力を増しており、車体のアルミニウム合金装甲に加え増加装甲や爆発反応装甲を付加することが可能であり、車体正面は30mm弾を防護でき、全周で14.5mm弾を防護できる能力があるとされている。車体底部はV字型車体となっており、IEDや地雷に対しての高い防御力を備えている。
また、兵員の輸送数がM113装甲兵員輸送車と比較して11名から6名と減少しているが、これは敵の攻撃や地雷で車両が破壊された場合の死傷者数を軽減する目的による物である。
本車の車体はM2A3やM109A7と共通性があり、車体をAMPVに換装することも可能とされている。

## 比較
|          | AMPV        | M113         | FV432        | Pbv 301     | 60式        | 63式         | 73式        |
| -------- | ----------- | ------------ | ------------ | ----------- | ----------- | ------------ | ----------- |
| 画像     |             |              |              |             |             |              |             |
| 全長     | 7.2 m       | 4.86 m       | 5.25 m       | 4.66 m      | 4.85 m      | 5.476 m      | 5.80 m      |
| 全幅     | 3.7 m       | 2.69 m       | 2.80 m       | 2.23 m      | 2.40 m      | 2.978 m      | 2.90 m      |
| 全高     | 3.1 m       | 2.50 m       | 2.28 m       | 2.64 m      | 1.70 m      | 2.58 m       | 2.21 m      |
| 重量     | 39 t        | 12.3 t       | 15.3 t       | 11.7 t      | 11.8 t      | 12.6 t       | 13.3 t      |
| 最大出力 | 600 hp      | 275 hp       | 240 hp       | 150 hp      | 220 hp      | 320 hp       | 300 hp      |
| 最高速度 | 61 km/h     | 64 km/h      | 52 km/h      | 45 km/h     | 45 km/h     | 65 km/h      | 60 km/h     |
| 乗員数   | 2名+兵員6名 | 2名+兵員11名 | 2名+兵員10名 | 2名+兵員8名 | 4名+兵員6名 | 2名+兵員13名 | 4名+兵員8名 |

## 型式
M1283装甲兵員輸送車
AMPVの装甲兵員輸送車型。M113A3を置き換える。2名の乗員と6名の兵員を輸送可能。

M1284野戦救急車
AMPVの野戦救急車型。M113AMEVの後継となり置き換える。3名の乗員と最大で4つのストレッチャーを輸送でき、車内には医療機器も備え付けられている。

M1285医療車両
AMPVの医療車両型。M577A3を置き換える。4名の乗員と1つのストレッチャーを輸送し、M1284と同様に車内に医療機器を備えている。

M1286指揮車両
AMPVの指揮車両型。M1068A3を置き換える。2名の乗員と2名のオペレーターが搭乗し、車体にはRWSが備え付けられている。

M1287自走迫撃砲
AMPVの自走迫撃砲型。M1064A3を置き換える。4名の乗員が搭乗し、120mm迫撃砲の弾薬69発を同時に輸送できる。